# Boris Ryzji
Boris Borisovitsj Ryzji (Russisch: Борис Борисович Рыжий)(Tsjeljabinsk, 8 september 1974 -  Jekaterinenburg, 7 mei 2001) was een Russische dichter en geoloog. Een aantal van zijn gedichten zijn vertaald naar het Engels, Italiaans, Duits, Nederlands en Servisch. Hij pleegde zelfmoord op 7 mei 2001, op 26-jarige leeftijd. Ryzji werd geboren in Tsjeljabinsk, maar woonde sinds 1980 in Sverdlovsk (hernoemd tot Jekaterinenburg na het uiteenvallen van de Sovjet-Unie).

## Familie en dood
Ten tijde van zijn overlijden was Ryzji’s reputatie gegroeid en begon hij erkenning te krijgen als een van de vooraanstaande dichters van zijn generatie. Hij kreeg de Anti-Booker-prijs toegekend en accepteerde een uitnodiging voor Poetry International in Rotterdam.
Ryzji pleegde zelfmoord door ophanging op 7 mei 2001, op 26-jarige leeftijd. Zijn zelfmoord, door sommige sceptici gezien als een daad om erkenning en roem te verkrijgen (zoals eerder in Rusland was gebeurd sinds de zelfmoord van Sergej Jesenin in een hotel in Sint-Petersburg in 1925), kan het gevolg zijn geweest van zijn bipolaire stoornis en drugsgebruik. Kort daarna werd hij postuum onderscheiden met de Noordelijke Palmyra, een van de meest begeerde prijzen in de Russische poëzie, voor zijn bundel Opravdanije zjizni ("Een reden om te leven").
Zijn enige zoon, Artjom (geboren op 19 januari 1993), overleed in september 2020 aan een hartstilstand, op 27-jarige leeftijd.

## Nalatenschap
Sinds zijn overlijden in 2001 is zijn poëzie geprezen en toegevoegd aan het canon van Russische dichters. Veel van zijn gedichten en bundels zijn de afgelopen jaren toegevoegd aan de verzamelingen van essentiële literatuur, en hij heeft enorme populariteit verworven voor zijn verzen, die soms vulgair en arrogant zijn, soms vormelijk meesterlijk en herinnerend aan de Zilveren Eeuw van Rusland. Met zijn korte, aangrijpende teksten schiep hij een persona van post-Sovjet-delinquentie en wanhoop. Zijn eigen depressie en alcoholverslaving spelen een prominente rol. Hij behoorde tot de intelligentsia en had een indrukwekkende opleiding in geologie en nucleaire geofysica en publiceerde vele wetenschappelijke artikelen.
Opvallend is dat zijn reputatie buiten Rusland langzaam is gegroeid. Na zijn dood zijn enkele vertalingen verschenen in het Engels, Italiaans, Duits, Nederlands en Spaans.
Aliona van der Horst maakte de documentaire Boris Ryzhy in 2009 en ontving verschillende prijzen, waaronder de Beste Lange Documentaire op het Internationaal filmfestival van Edinburgh van 2009.
De Wit-Russische postpunk-band Moltsjat Doma paste de tekst aan voor hun nummer Судно ("Ondersteek") uit 2018, gebaseerd op Ryzjy's gedicht Эмалированное судно ("Geëmailleerde ondersteek").